# Orectogyrus simulans
Orectogyrus simulans is een keversoort uit de familie van schrijvertjes (Gyrinidae). De wetenschappelijke naam van de soort is voor het eerst geldig gepubliceerd in 1928 door Ochs.